# Parelliptis librata
Parelliptis librata är en fjärilsart som beskrevs av Edward Meyrick 1910. Parelliptis librata ingår i släktet Parelliptis och familjen Lecithoceridae. Inga underarter finns listade i Catalogue of Life.